# Karel II. Meklenbursko-Střelický
Karel II. (10. října 1741 – 6. listopadu 1816) byl meklenbursko-střelický velkovévoda vládnoucí v letech 1794 až 1816. Původně měl titul vévody, roku 1815 byl povýšen na velkovévodu. Před nástupem na trůn sloužil v letech 1776 až 1786 jako generální guvernér Hannoverska.

## Život
Narodil se v Mirowě jako druhý syn vévody Karla Ludvíka Fridricha Meklenbursko-Střelického a jeho ženy Alžběty Sasko-Hildburghausenské. Dne 11. prosince 1752 zemřel Karlův strýc Adolf Fridrich III. Meklenbursko-Střelický, na uvolněný trůn nastoupil Karlův bratr jako Adolf Fridrich IV. Celá rodina se přestěhovala z Mirowa do sídelního Strelitz. Od čtyř let, kdy se stal kapitánem, směřoval ke kariéře v hannoverských službách. Jeho sestra Šarlota se dne 8. září 1761 provdala za hannoverského kurfiřta a britského krále Jiřího III. Karel ji často v Británii navštěvoval a nakonec vstoupil do služeb svého švagra, získal jmenování do hannoverské armády a poté sloužil ve Španělsku.
Na podzim 1776 byl jmenován hannoverským generálním guvernérem. Jakožto guvernér měl prakticky moc suverénního panovníka, neboť Jiří III. neprojevoval zájem přebývat v Německu. Krátce poté, co v prosinci 1785 podruhé ovdověl, požádal o povolení odejít z hannoverské armády a rezignovat na guvernérský úřad. Jiří III. mu vyhověl, Karla povýšil na polního maršála a udělil mu penzi. Karel poté cestoval, než se usadil v Darmstadtu, kde se stal prezidentem říšské komise. Dne 2. června 1794 zemřel jeho bezdětný bratr vévoda Adolf Fridrich a Karel zdědil titul meklenbursko-střelického vévody.
Za své vlády podporoval nové zemědělské trendy, ustanovil novou policii a zavedl povinnou školní docházku. V roce 1806 se jeho vévodství připojilo k Rýnskému spolku, po Vídeňském kongresu z roku 1815 byl 28. června 1815 povýšen na velkovévodu. V létě 1816 podnikl cestu do Rebbergu, Schwalbachu a Hildburghausenu. Krátce po svém návratu dostal zápal plic. Zemřel v Neustrelitz po záchvatu apoplexie. Jeho nástupcem se stal nejstarší syn Jiří.

## Manželství a potomci
Po neúspěšných pokusech o námluvy dánské a sasko-koburské princezny se 18. září 1768 poprvé oženil s Frederikou, dcerou hesensko-darmstadtského prince Jiřího Viléma. Měli spolu deset dětí:
- Šarlota Jiřina (1769–1818), ∞ Fridrich Sasko-Altenburský
- Karolína Augusta (1771–1773)
- Jiří Karel (1772–1773)
- Tereza (1773–1839), ∞ Karel Alexandr Thurn-Taxis
- Fridrich Jiří (1774-1774)
- Luisa (1776–1810), ∞ Fridrich Vilém III. Pruský
- Frederika (1778–1841), ∞ Ludvík Karel Pruský, Fridrich Vilém zu Solms-Braunfels, Arnošt August I. Hannoverský
- Jiří (1779–1860), meklenbursko-střelický vévoda
- Fridrich Karel (1781–1783)
- Augusta Albertina (1782)

Po Frederičině smrti v roce 1782 si Karel 28. září 1784 vzal její sestru Šarlotu. Šarlota zemřela 12. prosince 1785 krátce po porodu syna Karla.